# Oude Zeedijk

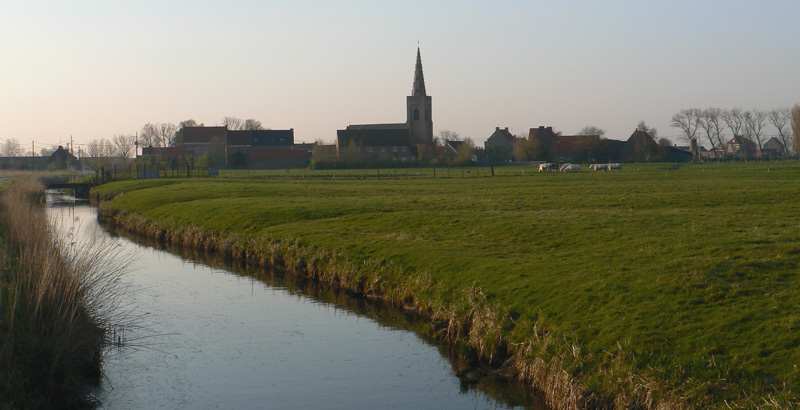
Oude Zeedijk te Oudekapelle

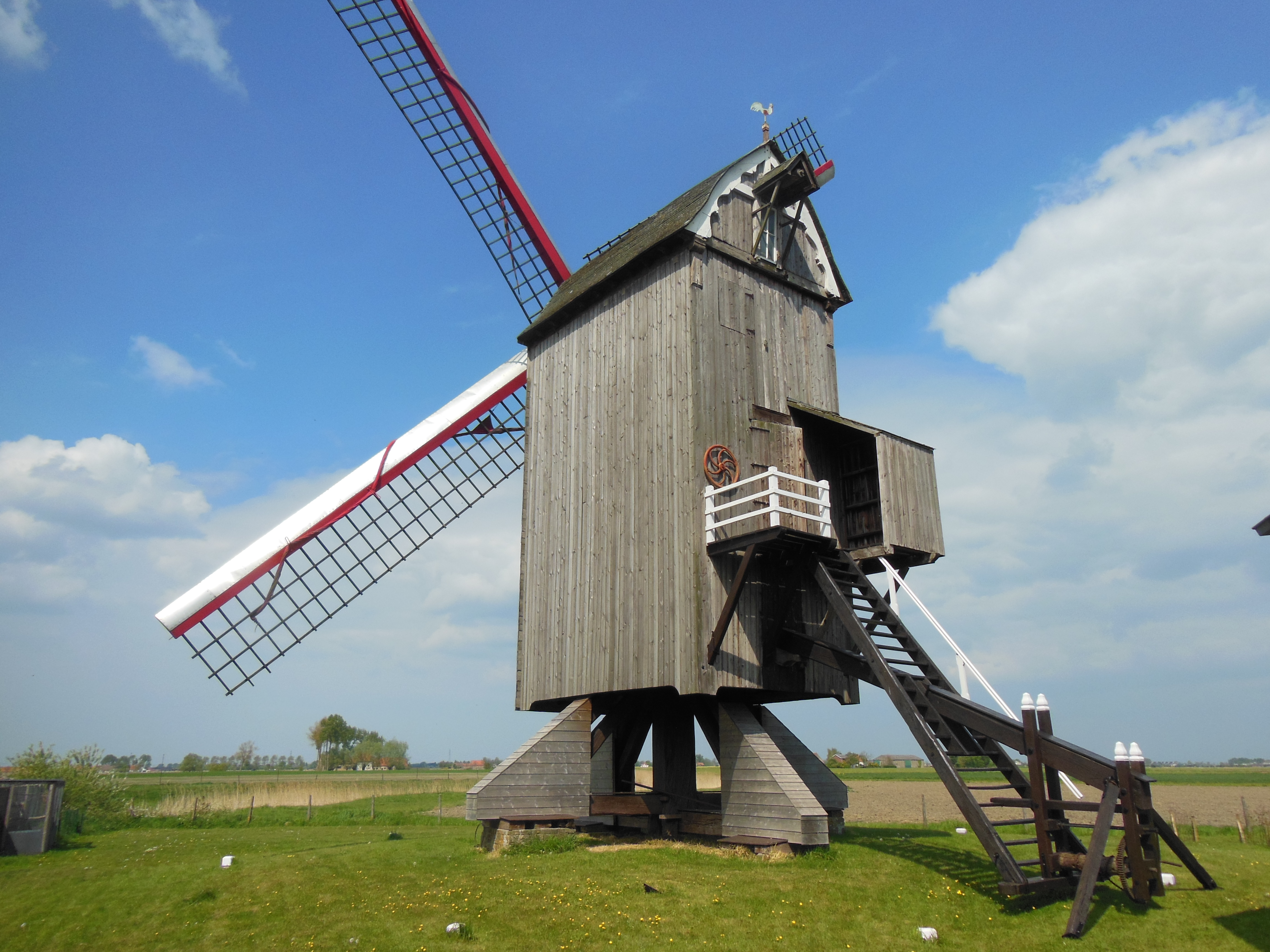
Oude Zeedijkmolen

De Oude Zeedijk is een vroege zeedijk die gelegen is in het westen van West-Vlaanderen.

## Geschiedenis
Aan deze dijk werd vermoedelijk al in de 10e eeuw gewerkt, met de mogelijke bedoeling om het achterliggende landbouwgebied te vrijwaren van overstromingen met zout water. De dijk liep van Oostduinkerke over Avekapelle, Lampernisse, Zoutenaaie, Lampernisse, Oudekapelle en Nieuwkapelle naar Lo.
In 1439 werd de dijk voor het eerst schriftelijk vermeld, als den ouden zeediic. 

## Heden
Ten westen van de dijk liggen de Oudlandpolders en ten oosten de Middellandpolders, welke in de geul van de IJzer, toen nog een zeearm, werden aangelegd.
De Oudlandpolders van Lampernisse, direct ten westen van de Oude Zeedijk, zijn tegenwoordig een beschermd landschap. Ten oosten van de Oude Zeedijk werden tijdens de Eerste Wereldoorlog veel bunkers gebouwd, welke tussen de eerste en de tweede Belgische verdedigingslinie in lagen.
Langs het tracé van de Oude Zeedijk liggen vaarten zoals de Duikervaart en de Zaadgracht.
Bij de dijk staat de ernaar vernoemde Oude Zeedijkmolen te Avekapelle. Bij Lampernisse stond, tot 1915, de Sint-Jansmolen.